# Skoki do wody na Letnich Igrzyskach Olimpijskich 1920 – skoki z trampoliny mężczyzn
Skoki z trampoliny mężczyzn były jedną z konkurencji w skokach do wody na Letnich Igrzyskach Olimpijskich 1920. Zawody odbyły się w dniach 26-27 sierpnia. W zawodach uczestniczyło 14 zawodników z 9 państw.

## Wyniki

### Runda 1
Trzech zawodników z najmniejszą liczbą punktów z każdej grupy awansowało do finału.
Grupa 1
| Miejsce | Zawodnik        | Punkty | Wynik  |
| ------- | --------------- | ------ | ------ |
| 1       | Louis Kuehn     | 7      | 628,15 |
| 2       | Louis Balbach   | 8      | 630,80 |
| 3       | Gunnar Ekstrand | 15     | 560,85 |
| 4       | Oscar Dose      | 20     | 543,70 |
| 5       | Richard Flint   | 29     | 480,70 |
| 6       | Joseph Callens  | 30     | 476,40 |
| 7       | Rémy Weil       | 31     | 477,30 |

Grupa 2
| Miejsce | Zawodnik             | Punkty | Wynik  |
| ------- | -------------------- | ------ | ------ |
| 1       | Gustaf Blomgren      | 7      | 614,00 |
| 2       | Clarence Pinkston    | 8      | 622,70 |
| 3       | John Jansson         | 16     | 549,70 |
| 4       | Adolfo Wellisch      | 19     | 522,85 |
| 5       | Ernest Walmsley      | 28     | 453,05 |
| 6       | Guglielmo De Sanctis | 29     | 451,35 |
| 7       | Paul Knuchel         | 33     | 431,35 |

### Finał
| Miejsce | Zawodnik          | Punkty | Wynik  |
| ------- | ----------------- | ------ | ------ |
| 1       | Louis Kuehn       | 10     | 675,40 |
| 2       | Clarence Pinkston | 11     | 655,30 |
| 3       | Louis Balbach     | 15     | 649,50 |
| 4       | Gustaf Blomgren   | 19     | 587,05 |
| 5       | Gunnar Ekstrand   | 27     | 559,25 |
| 6       | John Jansson      | 34     | 544,75 |